# Ditrichum glowackii
Ditrichum glowackii là một loài rêu trong họ Ditrichaceae. Loài này được Podp. mô tả khoa học đầu tiên năm 1954.